# تپه چغا گل گه
تپه چغا گل گه مربوط به دوران پیش از تاریخ ایران باستان تا دوران‌های تاریخی پس از اسلام است و در شهرستان هرسین، بخش بیستون، دهستان شیزر واقع شده و این اثر در تاریخ ۱۱ مرداد ۱۳۸۴ با شمارهٔ ثبت ۱۲۴۶۸ به‌عنوان یکی از آثار ملی ایران به ثبت رسیده است.